# Sveriges scoutförbund
Sveriges scoutförbund (SS) var det första fristående svenska scoutförbundet. Det första scoutförbundet i Sverige var dock KFUM:s scoutförbund.

## Historia
Förbundet bildades på Hotell Kronprinsen i Stockholm den 3 januari 1912 med Ebbe Lieberath som scoutchef, som en reaktion på de farhågor som tidigt uppstod kring en eventuell fragmentering av den tidiga scoutrörelsen. Man fruktade även att icke önskvärda krafter skulle göra intrång på scoutings idéer. Samma år som förbundet bildades, hölls det första förbundslägret, vilket förlades till Djurgården i samband med att de Olympiska spelen hölls i Stockholm.
Under andra världskriget trappade förbundet upp sitt samhällsarbete, och förbundets scouter arbetade med bland annat luftskydd och lantbruk. Många scouter tog sig även fadderbarn i de nordiska grannländerna. 1942 bildade förbundet tillsammans med ett trettiotal andra ungdomsorganisationer samarbetsorganet Sveriges Ungdomsberedskap, vilket senare utvecklades till Landsrådet för Sveriges Ungdomsorganisationer.
Sveriges scoutförbund gick 1960 samman med Sveriges Flickors Scoutförbund och dessa bildade tillsammans Svenska Scoutförbundet. Sveriges Scoutförbund upplöstes helt 1973.

## Scoutchefer
Alla scoutchefer för Sveriges Scoutförbund.
- Ebbe Lieberath (1912-1937)
- Folke Bernadotte (1937-1948)
- Lennart Bernadotte (1948-1951)
- Bengt Junker (1951-1956)
- Gösta Lewenhaupt (1956-1957)
- Bengt Junker (1957-1964)
- Sten Kyhle (1964-1969)
- Hans Siwe (1969-1972)
- Sune Klefbouhm (1972-1975)

## Förbundsläger
- 1912 Djurgården, Stockholm, i samband med Olympiska spelen
- 1914 Baltiska lägret, Malmö, i samband med Baltiska utställningen
- 1923 Mölndal
- 1927 Beatelund, Gustavsberg, i samband med förbundets femtonårsjubileum.
- 1931 Kullalägret, Helsingborg.
- 1946 Gränsölägret, Gränsö.
- 1950 Åvatyr, Tyresö.
- 1955 6-delat landsläger.
- 1959 6-delat landsläger.
- 1965 Stegeborglägret.

## Förbundsanläggningar
Förbundet ägde följande anläggningar: (ej komplett lista)
- Gilwellstugan vid Sparreholm
- Vässarö
- Lysestrand